# Camissonia sierrae
Camissonia sierrae är en dunörtsväxtart som beskrevs av John Earle Raven. Camissonia sierrae ingår i släktet Camissonia och familjen dunörtsväxter.

## Underarter
Arten delas in i följande underarter:
- C. s. alticola
- C. s. sierrae